# Outsider (álbum)
Outsider é o oitavo álbum de estúdio da banda japonesa de rock e visual kei SID, lançado em 12 de março de 2014 pela Ki/oon Music.
Os singles incluídos no álbum são "V.I.P", "Anniversary", temas de abertura do anime Magi, "Koi ni Ochite" (恋におちて), "Sa-Ma-La-Va" (サマラバ) e "Hug".

## Visão geral
Outsider foi lançado em 12 de março de 2014 em três edições: a edição regular com apenas o CD de 11 faixas e as edições limitadas A e B, contendo um DVD com uma versão da gravação do show no Nippon Budokan Visual BANG! ~SID 10th Anniversary FINAL PARTY~ para cada. Além disso, os primeiros compradores do álbum recebiam um pôster até os estoques acabarem e os compradores da edição limitada ganhavam um convite para participar de um evento meet&greet com a banda.
O título foi escolhido por Mao, que contou para o site Barks que não há um significado muito profundo na escolha, e que a palavra "Sid" está incluída na palavra "Outsider". Na ordem de faixas, ele começou decidindo qual seria a primeira e a última.
A turnê em promoção ao álbum aconteceu de abril a julho de 2014 e as gravações dos shows foram lançadas no álbum ao vivo Sid Tour 2014 Outsider, tendo o mesmo nome da turnê, em 18 de março de 2015. Uma turnê limitada a membros do fã clube também ocorreu logo depois.

## Recepção
| Críticas profissionais | Críticas profissionais |
| Avaliações da crítica  | Avaliações da crítica  |
| Fonte                  | Avaliação              |
| ---------------------- | ---------------------- |
| Allmusic               | 2.5 de 5 estrelas.     |

Outsider alcançou a quinta posição na Oricon Albums Chart e permaneceu por 9 semanas. Os singles "V.I.P", "Anniversary", "Koi ni Ochite", "Sa-Ma-La-Va" e "Hug" alcançaram a 4ª, 6ª, 4ª, 7ª e 6ª posição, respectivamente.
Allmusic deu ao álbum 2,5 estrelas, concluindo que "é uma grande ironia que Sid tenha criado o álbum mais seguro, obsoleto e leve de sua carreira com Outsider.", depois de afirmar "não é um álbum ruim por si só, apenas um que joga muito, muito seguro. Dito isso, é impossível não gostar dele totalmente." O CD Journal disse que Outsider é "um álbum super forte embalado com todo o SID."

## Faixas
Todas as letras escritas por Mao. 
| Edição regular |                              |                |         |  |
| N.º            | Título                       | Música         | Duração |  |
| 1.             | "Laser"                      | Shinji         | 3:32    |  |
| 2.             | "Candy"                      | Yūya           | 3:16    |  |
| 3.             | "V.I.P"                      | Aki            | 3:13    |  |
| 4.             | "Akai Te" (赤い手)           | Aki            | 4:28    |  |
| 5.             | "Music"                      | Aki            | 3:42    |  |
| 6.             | "Sa-Ma-La-Va" (サマラバ)     | Aki            | 3:29    |  |
| 7.             | "Koi ni Ochite" (恋におちて) | Aki            | 4:09    |  |
| 8.             | "Meiro" (迷路)               | Yūya           | 4:24    |  |
| 9.             | "Darling"                    | Aki            | 4:07    |  |
| 10.            | "Hug"                        | Aki            | 4:50    |  |
| 11.            | "Anniversary"                | Aki            | 4:09    |  |
| Duração total: | Duração total:               | Duração total: | 44:06   |  |

| Faixas bônus da edição limitada A (DVD) |                                                                     |         |  |
| N.º                                     | Título                                                              | Duração |  |
| 1.                                      | "[VISUAL BANG!-SID 10TH ANNIVERSARY FINAL PARTY-] LIVE FILMS VER.A" |         |  |

| Faixas bônus da edição limitada B (DVD) |                                                                     |         |  |
| N.º                                     | Título                                                              | Duração |  |
| 1.                                      | "[VISUAL BANG!-SID 10TH ANNIVERSARY FINAL PARTY-] LIVE FILMS VER.B" |         |  |

## Créditos
- Mao – vocal
- Shinji – guitarra
- Aki – baixo
- Yūya – bateria